# Scientific Organizing Committee
Als Scientific Organizing Committee (abgekürzt SOC) oder Program Committee wird bei Fachkongressen und größeren Tagung jenes Komitee von ausgewiesenen Fachleuten bezeichnet, das für die inhaltliche Ausrichtung der Tagung verantwortlich ist.
Großveranstaltungen berufen in dieses Gremium neben bekannten Wissenschaftern auch Vorsitzende von beteiligten  Fachgesellschaften oder wissenschaftlichen  Dachverbänden. Je nach Art der Konferenz kommen die Mitglieder entweder aus dem regionalen Sprachraum oder weltweit tätigen Organisationen.
Die örtliche Organisation übernimmt hingegen ein Local Organizing Committee (LOC), dem vorwiegend junge Mitarbeiter angehören. Es ist u. a. für die Infrastruktur vor Ort, für die Conference papers und das Tagungsbüro verantwortlich.
Die zum Vortrag eingereichten Referate (siehe Call for papers) werden heute meist einer fachlichen Begutachtung unterzogen, zu der die Expertenkommission oft auch auswärtige Gutachter heranzieht. Die eingereichten Oral presentations (Zeitlimit bei großen Konferenzen etwa 15 Minuten) müssen aus Zeitgründen oft auf Postersessions umgeleitet werden. Poster werden zwar im Allgemeinen als weniger bedeutsam gesehen, doch entfällt üblicherweise die Begutachtung, wenn sie auf mehrere Autoren lauten.